# Bertrande Senges
Bertrande Senges (França, 1828 — ?) foi uma balonista francesa. Foi a primeira mulher a subir em balão em Portugal, a 8 de junho de 1850.